# Diederich Krug

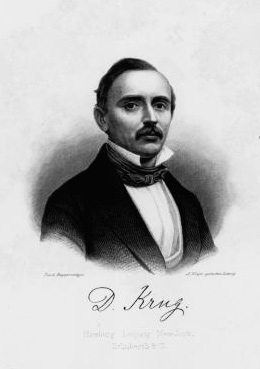
Diederich Krug.

Diederich Krug, född den 25 maj 1821 i Hamburg, död den 7 april 1880, var en tysk pianist och kompositör. Han var far till Arnold Krug.
Krug studerade under Jakob Schmitt. Han skrev ett stort antal pianostycken, sammanlagt omkring 350 stycken, som blev populära bland amatörpianister. Typiska exempel är samlade i det Pianoforte-Album som utgavs som nummer 1220 i Collection Litolff; det innehåller åtta verk: Chant d'Adieu (Op. 307), Le petit Chevalier (Op. 312 No. 2), Einsames Haideblümchen (Op. 329, No. 2), La petite Coquette (Op. 306), Minnelied (Op. 289), Tyrolienne (Op. 308, No. 1), Der Wachtelruf (Op. 317 No. 2) och Impromptu-Romance (Op. 286). Krug utgav även en Schule der Clavier-Technik. Louis Spohr uttalade sig erkännsamt om honom.